# Майнц
Майнц (нем. Mainz, пфальц. Määnz / Meenz) — город в Германии, столица земли Рейнланд-Пфальц. Население — 223 318 человек (2023).

## История
История Майнца прослеживается с момента основания здесь в 13 году до н. э. римского лагеря Mogontiacum (близ Кёстриха). Топоним имеет кельтские корни и связан с именем древнекельтского бога Могона. Будущий Майнц при римлянах стал (наряду с Кёльном и Триром) одним из крупнейших военных, административных, торговых и культурных центров к северу от Альп.
Раскопки ранних времён (римские корабли, триумфальная арка Германика) подтверждают особое значение места. После разрушений во время волнений 69/70 годов лагерь легионеров был перестроен. Деревянные укрепления сменились каменными. В 70-х годах был построен римский акведук, который протянулся на четыре километра от источников в Финтене до Кёстриха («Римские камни»). Когда Майнц в 90 году стал столицей новой провинции Верхняя Германия, добавились помпезные постройки, среди которых был и дворец наместника недалеко от моста через Рейн. Согласно некоторым предположениям, примерно в это время уже существовал римский театр (на месте сегодняшнего Южного вокзала). С началом великого переселения народов город подвергся нападениям со стороны алеманнов. Поначалу городская стена (сооружённая в середине III века) позволяла отражать нападения, но столетием позже римляне вынуждены были оставить город. В 368 году вождь алеманнов Рандо опустошил город, а в 406 году это сделали вандалы, свевы и аланы. Их вторжения положили конец римскому владычеству в Майнце.
Майнц, как пункт, где пересекались многие торговые пути, в VIII веке стал крупным торговым и религиозным центром севернее Альп. Во многом это произошло благодаря деятельности Святого Бонифация. Город получил звание «Святой престол», когда в 975—1011 гг. в Майнце правил Виллигис. Этот архиепископ, занимавший пост эрцканцлера Священной Римской империи, начал в 975 году возведение собора по образу и подобию старого собора Святого Петра в Риме. В течение нескольких столетий в Майнцском соборе прошли 7 коронаций королей Германии. В числе прочих в соборе был погребён и сам Виллигис. Город оставался столицей Майнцского архиепископства до конца XVIII века. Причём архиепископы обладали привилегиями выборщиков (курфюрстов) при выборах императора.
В 1484 году в городе основана школа для акушерок.
После падения монархии во Франции и провозглашения французской республики последовало вторжение французов в Священную римскую империю немецкой нации для «освобождения бесправного народа». Вскоре была провозглашена Майнцская республика. Позднее возник Рейнско-немецкий национальный конвент в рамках Рейнско-Немецкого свободного государства. В 1793 году последовало формальное присоединение к Франции, а позднее осада, бомбардировка, капитуляция Майнца и ликвидация Майнцской республики.

## Культура
Майнц — один из медиацентров Германии. Именно здесь Иоганн Гутенберг изобрёл книгопечатание. 
Знак Гутенберга  — высшая награда города Майнц, присуждаемая гражданам за значительный вклад в общественную и культурную жизнь города. 
Карнавал в Майнце — одно из карнавальных празднеств на Рейне. Начинается 11 ноября и продолжается до начала предпасхального поста.
В районе Майнца, Майнц-Лерхенберге, расположена штаб-квартира второго канала немецкого федерального телевидения ZDF.

## Достопримечательности
- Майнцский собор: «Этот собор над Рейном остался бы в моей памяти во всем своём величии и власти, даже если бы я его никогда больше не увидела», — писала Анна Зегерс. Исполинский собор формирует, как и 1000 лет тому назад, лицо города и выражает его историю. День освящения в августе 1009 года здание Виллигиса не пережило: пожар разрушил его, и заново он был отстроен только в 1036 году. От этого времени остался самый старый элемент романской колонной базилики — бронзовые дверные створки рыночного портала. Надпись на этих воротах указывает на их создателя. Три нефа, два хора и многочисленные часовенные флигели. Западный хор с главным алтарём посвящён святому Мартину, восточный — святому Стефану. Растущие в течение столетий «соборные горы» из красного песчаника образуют контраст с выступающей часовней Готтхарда, построенной из светлого камня, которую возвели по распоряжению архиепископа Адальберта в качестве домашней часовни архиепископов; там хранится распятие эпохи Штауфенов. На дворе архитектор Игнац Михаэль Нойманн (сын знаменитого Бальтазара Нойманна) построил в 1778—1779 гг. соборные дома. Он снабдил их пожаростойкой каменной крышей. Собор за несколько столетий горел семь раз и страх перед новыми пожарами был высок. После разрушения удара молнии западная башня над средокрестием получила от Нойманна новый шпиль, который своими формами перекликается с колокольней. Построена она уже из камня, а не как прежде из дерева.
- Церковь Иисуса Христа со своим 80-метровым покрытым медью куполом господствует до сегодняшнего дня на Кайзерштрассе и проводит границу между старым и новым городами. Построенная Эдуардом Крейсигом в 1895 году в стиле неоренессанса, церковь была почти полностью разрушена в последние дни Второй мировой войны. Отстроена заново после 1952 года.

- Мост Теодора Хойса
- Майнцский государственный музей
- Майнцский музей Гутенберга
- Музей древнего мореплавания
- Замок Вальдтхаузен

## Города-побратимы
- Уотфорд, Великобритания (1956)
- Дижон, Франция (1957)
- Лоншан, Франция (1966)
- Загреб, Хорватия (1967)
- Роденго, Италия (1977)
- Валенсия, Испания (1978)
- Хайфа, Израиль (1987)
- Эрфурт, Германия (1988)
- Луисвилл, США (1994)
- Баку, Азербайджан (2011)

Города-партнёры
- →  Баку, СССР → Азербайджан (1984)

## В астрономии
В честь Майнца назван астероид (766) Могунтия, открытый в 1913 году немецким астрономом Францем Кайзером, который обучался в Майнцском университете.